# Камчатська губернія
Камчатська губернія — адміністративно-територіальна одиниця РРФСР, що існувала в 1922 — 1926 роках. Центр — місто Петропавловський Порт.
Губернія утворена 10 листопада 1922 року з колишньої Камчатської області.
Складалася з 6 повітів: Анадирський, Чукотський, Гіжигінський, Охотський, Командорський та Петропавловський.

## Історія
У 1920-х років у СРСР почала проводитися адміністративно-територіальна реформа. Згідно з нею повіти і волості повсюдно замінювалися районами.
Камчатський губревком (губернський революційний комітет) розпочав підготовчу роботу з районування Камчатської губернії у другому півріччі 1925 року, оскільки вже йшла підготовка до адміністративно-територіальних перетворень на Далекому Сході. 7 жовтня 1925 року на засіданні Камчатського губревкому було розглянуто проект районування Камчатської губернії. За основу нових адміністративно-територіальних формувань були взяті території 14 колишніх волостей, що склалися на той час у Камчатському окрузі. Вони були лише у колишньому Петропавлівському повіті — 9 волостей.
4 січня 1926 року губернія ліквідована і перетворена на Камчатський округ. Її територія стала частиною Далекосхідного краю.